# Samsung Galaxy A20
Samsung Galaxy A20 — смартфон компании Samsung Electronics, представленный 18 марта 2019 года в России. Устройство входит в серию Samsung Galaxy A. Слоган модели "рациональный выбор".

## Технические характеристики
- Материалы корпуса: пластик (Glasstic), Corning Gorilla Glass 3
- Операционная система: Android 9.0 (Pie) + OneUI 1.x
- SIM: две nano-SIM
- Экран: диагональ 6,4", разрешение 720х1520 точки, 19,5:9, ppi 268
- Процессор: восьмиядерный Exynos 7884
- Графика: Mali G71
- Оперативная память: 3 ГБ
- Память для хранения данных: 32 ГБ (доступно 21,7 ГБ[2])
- Дополнительная память: microSD до 512 ГБ
- Разъёмы: USB Type C (USB 2.0)
- Основная камера: двойная, 13 МП + 5 МП, LED вспышка, видео 1080p
- Фронтальная камера: 8 МП, f/2.0, боке
- Сети: 2G/3G/4G
- Интерфейсы: Wi-Fi b/g/n, Bluetooth 5.0
- Навигация: GPS, ГЛОНАСС
- Дополнительно: FM-радио, датчик приближения, датчик освещенности, акселерометр, гироскоп, геомагнитный датчик, датчик Холла, разблокировка по лицу, сканер отпечатка пальца, NFC
- Батарея: 4000 мАч, режим просмотра видео до 21 часа
- Габариты: 158.4 x 74.7 x 7,8 мм
- Вес: 169 г

## Программное обеспечение
Galaxy A20 работает на операционной системе Android Pie (9.0) с фирменной оболочкой OneUI 1.x. Это же сочетание используется во всех устройствах серии A.
В модели не поддерживается функция Always on Display.
Защиту доступа обеспечивает разблокировка по лицу. Samsung Pay в качестве авторизации используют сканер отпечатка пальца.
Устройство не поддерживает службы голосового помощника Bixby.

## Продажи
18 марта 2019 года в России прошел анонс Galaxy A20. Это была первая презентация данной модели в мире. Стоимость смартфона на момент входы составляла 13 990 рублей, затем цена начала снижаться и к августу преодолела отметку 11 000 рублей.
В российской продаже Galaxy A20 представлен в четырех цветовых вариантах: черный, синий, красный и золотой.
Ресурс GSMArena несколько раз включал Galaxy A20 в десятку самых популярных смартфонов недели, чаще всего модель занимала 9-е место.